# خوسيه غونزاليس ألونسو
خوسيه غونزاليس ألونسو (بالألمانية: José González Alonso) (و. 1940  م) هو كاهن كاثوليكي إسباني.

## مناصب
تولى منصب أسقف كاثوليكي (منذ 18 مارس 1995)
- أسقف أبرشية [الإنجليزية]‏
- أسقف مساعد  [لغات أخرى]‏
- أسقف من غير أبرشية [الإنجليزية]‏

.

## التعليم
تعلم في الجامعة البابوية في سلامنكا، وتعلم في الجامعة الغريغورية الحبرية
.